# Cada cosa en su estación
Cada cosa en su estación (título original: Things in Their Season) es una película estadounidense de drama de 1974, dirigida por James Goldstone, escrita por John Gay, musicalizada por Ken Lauber, en la fotografía estuvo Terry K. Meade y los protagonistas son Patricia Neal, Ed Flanders y Marc Singer, entre otros. El filme fue realizado por Tomorrow Entertainment y se estrenó el 27 de noviembre de 1974.

## Sinopsis
El hijo de una familia de granjeros de Wisconsin, quiere formar matrimonio e irse de casa, todo eso ocurre mientras la madre se da cuenta de que padece una leucemia terminal y que no sabe cuánto tiempo más va a durar con vida.